# PC Press
PC Press (PC) – serbskie czasopismo o tematyce komputerowej. Jego pierwszy numer ukazał się w 1995 roku.
Na łamach czasopisma publikuje się m.in. aktualności, informacje na temat rynku, podzespołów komputerowych i oprogramowania, szczegółowe testy oraz praktyczne informacje na temat obsługi komputera i programów.
Magazyn jest wydawany raz w miesiącu, a swoją siedzibę ma w Belgradzie.